# بنیاد اوپن‌جی‌اس
بنیاد اوپن‌جی‌اس (به انگلیسی: OpenJS Foundation) بنیادی است که در سال ۲۰۱۹ از ادغام بنیاد جی‌اس و بنیاد نود جی‌اس تأسیس شد.
هدف این بنیاد ترویج جاوااسکریپت و اکوسیستم وب، با میزبانی پروژه‌ها و سرمایه‌گذاری برای فعالیت‌هایی که به نفع اکوسیستم هستند، است.
بنیاد اوپن‌جی‌اس از ۳۸ پروژهٔ جاوااسکریپت متن‌باز از جمله اپیوم، دوجو، جی‌کوئری، نود جی‌اس و وب‌پک تشکیل شده‌است. اعضای مؤسس این بنیاد شامل گوگل، مایکروسافت، آی‌بی‌ام، پی‌پال، گوددی و جوینت (Joyent) می‌باشند.

## تاریخچه

### بنیاد جی‌کوئری
بنیاد جی‌کوئری در سال ۲۰۱۲ به عنوان یک سازمان غیرانتفاعی ۵۰۱ (سی)(۶) با هدف پشتیبانی از توسعهٔ پروژه‌های جی‌کوئری و جی‌کوئری یوآی تأسیس شد.
جی‌کوئری با توجه به آنالیزهای وب در سال ۲۰۱۲ پرکاربردترین کتابخانهٔ جاوا اسکریپت بود. قبل از بنیاد جی‌کوئری، پروژه جی‌کوئری از سال ۲۰۰۹ عضویت بنیاد حفاظت از نرم‌افزارهای آزاد را داشت.
بنیاد جی‌کوئری همچنین از طرف توسعه‌دهندگان وب از بهبود استانداردهای وب از طریق عضویت خود در ائتلاف وب جهان‌گستر و کمیته اکما TC39 (جاوا اسکریپت) حمایت می‌کرد. این تیم در سال ۲۰۱۱ یک تیم همکاری استاندارد ایجاد کرد و در سال ۲۰۱۳ به ائتلاف وب جهان‌گستر پیوست.
بنیاد دوجو در سال ۲۰۱۶ با بنیاد جی‌کوئری ادغام شد و متعاقباً به بنیاد جی‌اس تغییر نام داد و به پروژه بنیاد لینوکس تبدیل شد.
بنیاد جی‌اس (به‌طور قانونی JSFoundation, Inc) با هدف کمک به توسعه و پذیرش فناوری مهم جاوا اسکریپت تأسیس شد. این بنیاد برای تسهیل همکاری در جامعهٔ توسعه جاوااسکریپت و برای «تقویت برنامه‌های کاربردی جاوا اسکریپت و پروژه‌های سمت سرور با ارائه بهترین شیوه‌ها و سیاست‌ها» فعالیت کرد.

### بنیاد نود جی‌اس
بنیاد نود جی‌اس در سال ۲۰۱۵ به عنوان یک پروژهٔ بنیاد لینوکس برای سرعت بخشیدن به توسعهٔ پلتفرم نود جی‌اس تأسیس شد.

### بنیاد اوپن جی‌اس
در سال ۲۰۱۹ بنیاد نود جی‌اس با بنیاد جی‌اس ادغام شد تا بنیاد جدید اوپن‌جی‌اس با هدف تقویت رشد سالم جاوا اسکریپت و اکوسیستم وب به‌طور کلی تشکیل دهد.

## پروژه‌ها
- بنیاد دوجو (تا قبل از ۲۰۱۶) میزبان پروژه‌هایی همچون لودش (Lodash)، ریکوایر جی‌اس (RequireJS) و سایر پروژه‌های ایجاد شده توسط انجمن دوجو بود.[۲۴][۲۵]
- بنیاد جی‌کوئری (۲۰۱۲ تا ۲۰۱۶) میزبان پروژه‌های اصلی جی‌کوئری مانند جی‌کوئری، جی‌کوئری یوآی، Sizzle، و QUnit بود. در سال ۲۰۱۵ پروژه Grunt به آن پیوست[۲۶][۲۷] و Globalize ساخته شد.[۲۸] همچنین در سال ۲۰۱۶ پروژهٔ ای‌اس‌لینت به آن پیوست.[۲۹][۳۰]
- بنیاد جی‌اس (۲۰۱۶ تا ۲۰۱۹) پروژه‌های بیشتری را جذب کرد. در سال ۲۰۱۶ اپیوم به آن ملحق شد[۳۱][۳۲] و Node-RED با همکاری آی‌ام‌بی در سال ۲۰۱۶ توسعه داده شد.[۳۳]